# Pégase Express
Pégase Express is een stalen achtbaan in het Franse attractiepark Parc Astérix in Plailly. De achtbaan is gebouwd in opdracht van Groupe Parc Astérix door de Duitse fabrikant Gerstlauer. Hij opende 11 juni 2017.

## Achtergrond
De attractie is geïnspireerd door het verhaal rond Medusa, een van de Gorgonen, en Pegasus, een gevleugeld paard dat uit het bloed van Medusa geboren werd. De achtbaantrein rijdt in het parcours ook de tempel van Medusa in.
Het instapstation van de achtbaan is gebaseerd op Gare Montparnasse in Parijs. Voor het station staat een 5 meter hoog standbeeld van Pegasus.

## Rit
Wanneer de bezoekers zijn ingestapt, accelereren ze voor de eerste keer richting een ketting optakeling die hen 21 m hoog optakelt. Hierna volgt er een tweede lift van 13 m hoog waarna men de tempel van Medusa binnenrijdt. Dan rijdt de trein de tempel achterwaarts buiten en gaat zo door tot het station.
De achtbaan gaat een paar keer over de Rapid river Romus et Rapidus.
Bovenaan een helling staat een AKI-lichtinstallatie met andreaskruis die gewoonlijk bij een spoorwegovergang staat. Deze lijkt het meest op een Brits exemplaar, maar deze is dus in Frankrijk; nader bekeken betreft ook dit een fantasie-uitvoering in Griekse stijl. Er is een overweg in de lucht terwijl er eigenlijk geen weg is. En ook geen gewone rails. Het is één van de vele voorbeelden van de onbeperkte komische fantasie van de ontwerpers van het park. 
Afbeeldingen · Lijst van attracties